# Список народных поэтов Азербайджана
В списке представлены лица, удостоенные звания «Народный поэт Азербайджана». Список содержит имена 14 народных артистов республики.
Первым (на декабрь 1991) народным поэтом является Араз Мамед.
Последними (на май 2019) народными поэтом являются Джафаров Вахид Азиз оглы, Ровшан Рамиз и Муса Ягуб.

## 1991
- Араз, Мамед (Ибрагимов Мамед Инфил оглы) — 07.12.1991[1]

## 1992
- Халил Рза Улутюрк (Халилов Халил Рза оглы) — 24.04.1992[2]
- Имамвердиев, Габиль Аллахверди оглы — 10.09.1992[3]

## 1998
- Биллури, Акима Ибрагим кызы — 23.05.1998[4]
- Годжа, Фикрет (Годжаев Фикрет Гоюш оглы) — 23.05.1998[4]
- Тахири, Сохраб Абульфаз оглы — 23.05.1998[4]

## 1999
- Самедоглу, Вагиф (Векилов Вагиф Самед оглы) — 09.12.1999[5]
- Новруз, Джабир (Новрузов Джабир Мирзабек оглы) — 09.12.1999[6]

## 2005
- Рустамханлы, Сабир Худу оглы — 2005[7]
- Гасанзаде, Нариман Алимамед оглы — 2005[7]
- Ягуб, Зелимхан (Ягубов Зелимхан Юсиф оглы) — 2005[8]

## 2019
- Джафаров, Вахид Азиз оглы — 24.05.2019[9]
- Ровшан, Рамиз (Ровшан Рамиз Мамедали оглы) — 24.05.2019[9]
- Муса Ягуб (Ягубов Мусават Сафимамед оглы) — 24.05.2019[9]